# Allium trautvetterianum
Allium trautvetterianum är en amaryllisväxtart som beskrevs av Eduard August von Regel. Allium trautvetterianum ingår i släktet lökar, och familjen amaryllisväxter. Inga underarter finns listade i Catalogue of Life.